# عبدالله ترمذی
میر عبدالله ترمذی (یا ترمدی) از فرزندان شاه نعمت‌الله ولی، از خوشنویسان و شاعران اواخر قرن دهم و اوایل یازدهم در دربار اکبرشاه و جهانگیر از پادشاهان گورکانی هند بوده است. تخلص وی «وصفی» است و خطاب «مشکین قلم» داشت. او همیشه «عبدالله مشکین قلم» رقم می‌زده و در سال ۱۰۲۵ه‍. ق درگذشته است.